# 正中の変

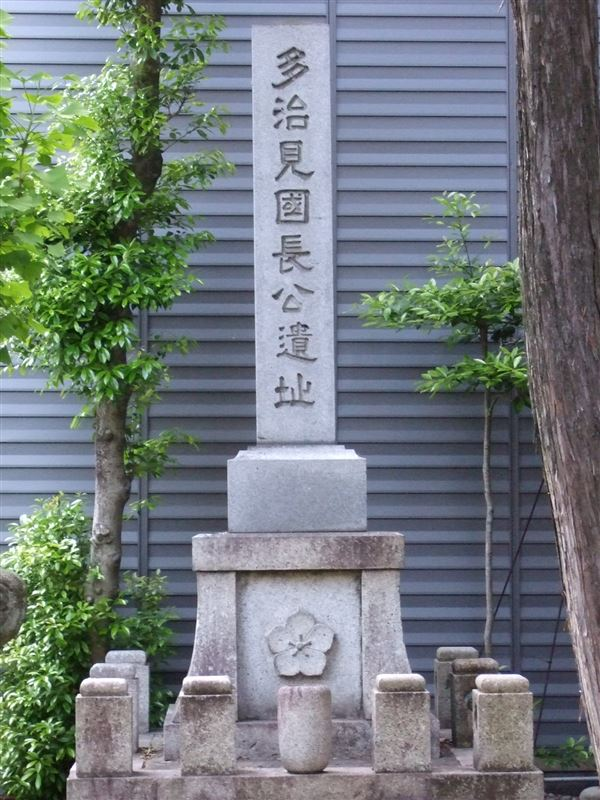
「多治見国長公遺址」（岐阜県多治見市）。正中元年事件によって、史実と『太平記』の双方で戦死した武将多治見国長の関連史跡。

正中の変（しょうちゅうのへん）は、鎌倉時代後期の元亨4年9月19日（1324年10月7日）に、後醍醐天皇とその腹心の日野資朝・日野俊基が、鎌倉幕府に対して討幕を計画した事件。通説では「後醍醐天皇が首謀者であることは幕府側の誰にも明らかであったが、幕府は天皇との対立を避けてうやむやにしてしまった」とされるが、異説も存在する（後述）。4か月に及ぶ幕府の調査の結果、後醍醐と俊基は冤罪とされ、公式に無罪判決を受けた。しかし、資朝は有罪ともいえないが疑惑が完全には晴れないので無罪ともいえない、として曖昧な理由のまま佐渡国（新潟県佐渡市）へ遠流となった。この事件の7年後に元弘の乱が勃発し、9年後に幕府が滅亡することになる。
なお、事件発生時の元号は「元亨」であるが、この年の12月9日（西暦12月25日）に改元があって正中元年となった。そのため、「正中」の元号を付けて呼ばれる。
この事件に対する解釈について、通説は軍記物語『太平記』（1370年頃完成）による「討幕説」である。後醍醐天皇は天皇家の異端児にして討幕に執念を燃やす不撓不屈の男であり、無罪判決は幕府の弱腰姿勢のためだったという。

## 概要
本節では、まず初めに軍記物語『太平記』（1370年ごろ）に端を発し、20世紀後半に日本史研究者の佐藤進一や網野善彦によって発展された伝統的通説を示す。この通説では、正中の変は「一回目の倒幕計画」となる。なお、『太平記』説の中には、実証的にほぼ明確に否定されている部分もある。しかし、『太平記』説と倒幕説を明確に切り分けることは困難であるため、より歴史的事実に近いと実証的に示される点については大括弧（［］）で補記を加えた。
鎌倉時代末期、皇統は大覚寺統（後の南朝）と持明院統（後の北朝）に分裂していた（両統迭立）。大覚寺統の天皇である後醍醐天皇は、観念論的・独裁者的な性格の異形の天皇で、父の後宇多上皇とは憎悪し合っていた。後醍醐は天皇親政の理想を志し、即位当初から幕府打倒を目指す闘争心溢れる君主だった。
後醍醐は、関東申次（朝廷と幕府の交渉役）である前太政大臣西園寺実兼の娘の西園寺禧子を中宮（皇后）としたが、禧子を嫌悪し、全く手をつけなかった［実際は禧子との間には懽子内親王という皇女がいる］。代わりに、後醍醐は阿野廉子という側室を准三宮という中宮に准じる位に付け、禧子を差し置いて寵愛したため、国政は腐敗していった［実際は廉子が准三宮になったのは禧子の崩御後である］。
元亨2年（1322年）春ごろ、後醍醐は禧子の御産祈祷という名目で偽って、幕府打倒の呪詛を行った［実際は御産祈祷が行われたのは、正中の変より後の嘉暦元年（1326年）以降］。さらに、後醍醐と側近の日野資朝・日野俊基らは、無礼講という美姫を侍らせた淫らな酒宴を開き、倒幕の志士を集めた［実際の無礼講は学芸に優れた才人が集まった茶会］。
後醍醐は土岐氏嫡流の武将である土岐頼貞や、その親族の多治見国長を味方につけ、倒幕を図った［実際に関与を疑われたのは、土岐氏嫡流の頼貞ではなく、傍系の土岐頼有］。しかし、土岐頼員が、妻の父で六波羅探題奉行人である斎藤利行に密告したことにより、倒幕計画は事前に発覚した。そして、元亨4年9月19日（1324年10月7日）朝、頼貞や国長は六波羅に攻められて自害した。
資朝と俊基は、証言者となる頼貞や国長が戦死したので、自分たちに累は及ぶまいと楽観視していたが、半年以上にわたる捜査を進めてきた幕府によって、正中2年（1325年）5月に捕縛された［実際は正中の変当日に、資朝・俊基は幕府の取り調べ要請に素直に応じて出頭している］。弱気になった後醍醐は、同年7月7日、幕府に謝罪の書状を送った［実際は謝罪文ではなく真犯人を探し出せという命令文だった］。
幕府の重臣の二階堂道蘊（貞藤）は、恐れ多いとして書状を返却しようとしたが、得宗の北条高時は無理にこれを斎藤利行に読ませた。すると、利行は突然鼻血を出して7日間のうちに死んだため、人々は神仏の祟りだと噂した［実際の利行の命日は正中の変が終結して1年以上後の嘉暦元年（1326年）5月］。こうした事件や、勅使の万里小路宣房の釈明によって、幕府は弱腰姿勢になり、後醍醐と俊基には無罪判決が下ったが、資朝は流刑となった［このように『太平記』説では正中の変が終結したのは7月7日以降だが、実際は2月中に終結している］。
こうして1回目の倒幕計画を阻止された後醍醐天皇だったが、7年ごしの倒幕計画を立て、元徳3年（元弘元年、1331年）に、2回目の討幕運動である元弘の乱を起こすことになる。

### 前半
本節では、2007年に、実証的研究を元に日本史研究者の河内祥輔によって唱えられ、2010年代に亀田俊和・呉座勇一から大枠で支持された説を示す。この説では、本事件の解釈は以下のようになる。
鎌倉時代末期、皇統は大覚寺統（後の南朝）と持明院統（後の北朝）に分裂していた（両統迭立）。大覚寺統の天皇である後醍醐天皇は、「末代の英主」と称えられた父の後宇多上皇の政治路線を引き継いで訴訟制度改革に取り組んでいた。後醍醐はまた、朝幕協調を志向する融和的な君主で、関東申次（朝廷と幕府の交渉役）である前太政大臣西園寺実兼の娘の西園寺禧子を中宮（皇后）としており、正妃の禧子と義父の実兼の影響力を通じて、幕府との友好路線を堅持していた。
しかし、元亨4年（1324年）6月25日に後宇多が崩御すると、大覚寺統の准直系である後醍醐と、正嫡である甥の皇太子邦良親王との間で、大覚寺統内での後継者争いが徐々に表面化してきた。この争いに対し、邦良派もしくは持明院統は、後醍醐が倒幕を計画しているという虚偽の情報を流すことで、後醍醐の失脚を図った。
同年9月19日（1324年10月7日）朝、土岐氏傍流の武士である土岐頼員は、持明院統（あるいは邦良派）の意を受け、妻の父である六波羅探題奉行人の斎藤利行に「倒幕計画」を密告した。利行からの報告を受けた六波羅探題は、実行犯とされる多治見国長と土岐頼有に出頭を要請したが、両者はそれを拒否したため戦いになり、最終的に両者は自害した。こうして、倒幕計画の証拠は、頼員の「自白」のみが残った。しかし、仮に頼員の主張が正しかったとしても、倒幕の軍事力は国長・頼有・頼員の弱小な3武将にすぎず、疑わしさが残るものだった。そこで、六波羅は同日午後、後醍醐派の公家である日野資朝・日野俊基に出頭を要請して調査を進め、両人はこれに応じて拘禁された。
後醍醐天皇は鎌倉幕府への釈明のため、9月23日に腹心「後の三房」の一人である万里小路宣房を関東に派遣し、10月5日に鎌倉入りした宣房は弁明を行った。一方、宣房と入れ替わりで、邦良派の六条有忠が京都に帰還し、皇太子邦良親王に「吉報」を伝えた。ここから推測すると、9月下旬から10月上旬には、幕府首脳部は後醍醐有罪・邦良即位に決まりかけていたと考えられる。しかし、後醍醐が宣房を通じて幕府に告げたのは、謝罪ではなく、「真の謀反人を捕縛せよ」という命令だった。
10月22日、宣房は帰京し、後醍醐無罪の判決を報告した。これは、幕府側が後醍醐の命令に直接屈した訳ではなく、慎重な調査の結果、本当に後醍醐が冤罪だったと判明したからであると推測される。なぜなら、大覚寺統正嫡である邦良と持明院統に比べれば、後醍醐の立場は脆弱であり、本当に後醍醐が倒幕を計画していたとすれば、幕府が後醍醐に配慮すべき理由は何もないからである。

### 後半
後醍醐天皇無罪判決の後も、側近の日野資朝と日野俊基は、無礼講という身分秩序を無視した茶会を開いたことを口実に、鎌倉へ護送され、取り調べが続いた。これは、事態をうやむやにしたい幕府の意向があったのだと推測される。もし後醍醐派を完全に無罪としてしまうと、今度は黒幕として持明院統や邦良親王を捜査せざるを得なくなるが、すると天皇家内部での明確な敵対が世間に明るみに出てしまい、天皇家と一定の距離を保ちつつ秩序を維持したい幕府にとっては最悪の事態になってしまう。そこで、他愛もない風紀問題を口実に資朝・俊基を捕縛して、政治的判断を下すための時間を稼いだのではないか、と推測されている。
しかし年が明けた正中2年（1325年）1月には、後醍醐派・邦良派・持明院統は各々使者を鎌倉に走らせ、3党の政治的対立は激しさを増していた。幕府首脳部からの資朝と俊基の処遇については、仮決定段階では、俊基は完全な無罪とするものの、資朝は無罪ではあるが流刑とする、という奇妙な処置に決まりかけていた。しかし、幕府最大の実力者である長崎円喜（高綱）が、資朝の有罪を強硬に主張した。
そのため、同年2月9日、俊基は疑わしい点もあるものの証拠不十分で無罪、資朝は有罪とも無罪とも言えないので佐渡国（新潟県佐渡市）に流刑とする、という正式な判決が下った。二人への刑罰そのものは変わらないが、資朝が完全な無罪ではなくなったのが、仮決定との大きな違いである。資朝一人を犠牲にして手打ちにすることについては、事前に幕府から後醍醐天皇へ打診があったと見られ、後醍醐は渋々これを呑んだのだと考えられる。こうして、誰が本当の黒幕だったのか何もわからないまま、正中元年事件は幕を閉じた。
正中元年事件が大事件になったのは、幕府側の初動捜査の失態および解決方法の曖昧さだった。にもかかわらず、幕府の長崎円喜はその後も大覚寺統邦良親王派を支持したため、後醍醐天皇は一定の反感を覚えた。しかし、後醍醐はなおも関東申次の西園寺家の影響力を通じ、幕府との友好路線の維持に努めた。後醍醐は御産祈祷を行って中宮の西園寺禧子との間に皇子をもうけようとしたり、母方が西園寺家傍系で性格も聡明な第二皇子の世良親王を後継者に立てたりした。元徳2年（1330年）ごろまでは一貫して後醍醐は親幕派だったと見られる。
しかし、結局、夫妻の努力にもかかわらず正妃の禧子との間に皇子は生まれず、世良もまた運悪く数え25歳以下の若さで元徳2年（1330年）に薨去した。これが元徳3年（元弘元年、1331年）元弘の乱に繋がっていくことになる。

### 背景

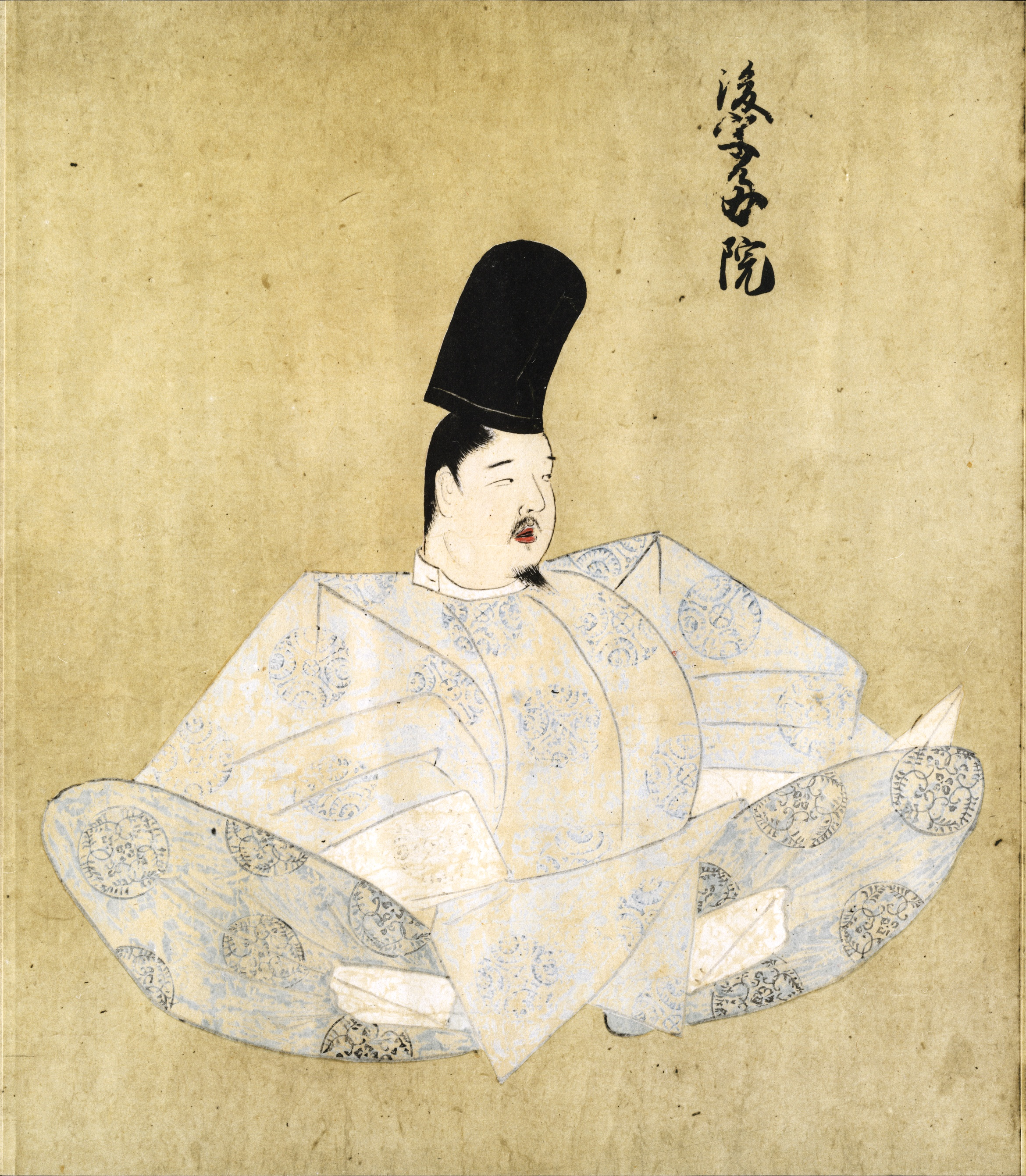
後宇多上皇像（宮内庁蔵『天子摂関御影』より）

本節では、2007年、日本史研究者の河内祥輔が唱えた冤罪説に沿って再構成した経緯を記す。
鎌倉時代後期、後嵯峨天皇の後、皇統は大覚寺統（後の南朝）と持明院統（後の北朝）に分裂しており、互いの皇統から天皇を出しつつも、両派閥で抗争を繰り広げていた（両統迭立（りょうとうてつりつ）参照）。このような中、文保2年2月26日（1318年3月29日）に践祚して天皇位を継いだのが大覚寺統の後醍醐天皇である。
河内祥輔は後醍醐の人物像について以下のように主張した。
- 後醍醐天皇は思想的には取り立てて特異なところのない、常識的な天皇だった[2]。1960年代の佐藤進一説などの「名分論（臣は君に盲従すべきという儒学思想）を振りかざした後醍醐」という専制君主的人物像は、江戸時代の儒学者の提唱以前に遡ることはできず、史料上は確認できない[3]。
- 後醍醐は天皇家の異端児ではなく、父の後宇多天皇を尊敬し、その後継者を自認していた[4]。なお、『花園天皇日記』元亨4年6月25日条によれば、後宇多上皇は、生前から自身の追号を後宇多と指定していたという[4]。当時、宇多天皇が子の醍醐天皇に書き残した遺訓の『寛平御遺誡』は広く知られており、後醍醐が自身の追号を「後醍醐」と生前に指定していたのも、宇多の後継者が醍醐であることが大きかったのであろう[5]。たまたま、醍醐天皇が行ったという聖代「延喜の治」と重なったが、後醍醐が「延喜の治」を標榜したかは確実ではないし、仮にあったとしても、『寛平御遺誡』から帰結される副次的な効果である[5]。
- 後醍醐は、関東申次（朝廷から幕府への交渉役）の西園寺実兼の娘である禧子を中宮（正妃）としており、少なくとも当初は幕府と協調路線を取っていた[6]。

元亨4年（1324年）当時、皇位は天皇である大覚寺統准直系の後醍醐と、皇太子である大覚寺統正嫡の邦良親王（後醍醐の甥）で占められており、持明院統に対し大覚寺統は大きな成功を収めていた。後宇多上皇はこの3年前、邦良に子の康仁親王が生まれた後に、治天の君を後醍醐に移譲していた。河内の推測では、これは、後醍醐に経験と権威を積ませ、大覚寺統正嫡（邦良派）と准直系（後醍醐派）の両輪体制を作ることで、持明院統側の親王が立太子されることを防ぎ、皇統を大覚寺統に一元化することを狙ったものではないかという。
ところが、同年6月25日に後宇多が崩御すると、邦良派と後醍醐派の足並みが乱れ、どちらが後宇多の後を継ぐかで争うようになった。これは必ずしもどちらか一方が正しいという訳ではなく、後宇多の遺言はどちらとでも解釈可能なものであり、むしろその曖昧性のために両派閥は後宇多後継者の地位を賭けて争った。無論、大覚寺統の内紛という絶好の機会を、衰退しつつある持明院統側も見過ごしてはいなかった。
河内の主張によれば、このような混沌とした状況に対し、大覚寺統邦良派もしくは持明院統から後醍醐天皇に謀略を仕掛けたのが正中元年事件である。呉座勇一は、特に持明院統の方がどちらかといえば怪しいとしている。つまり、後宇多という長を失ったばかり（崩御から3か月未満）で混乱している大覚寺統に攻勢を仕掛け、「後醍醐が討幕計画を企んでいる」という噂を流し、天皇位から引きずり下ろそうとしたのではないか、と推測した。

### 経緯

#### 事件当日

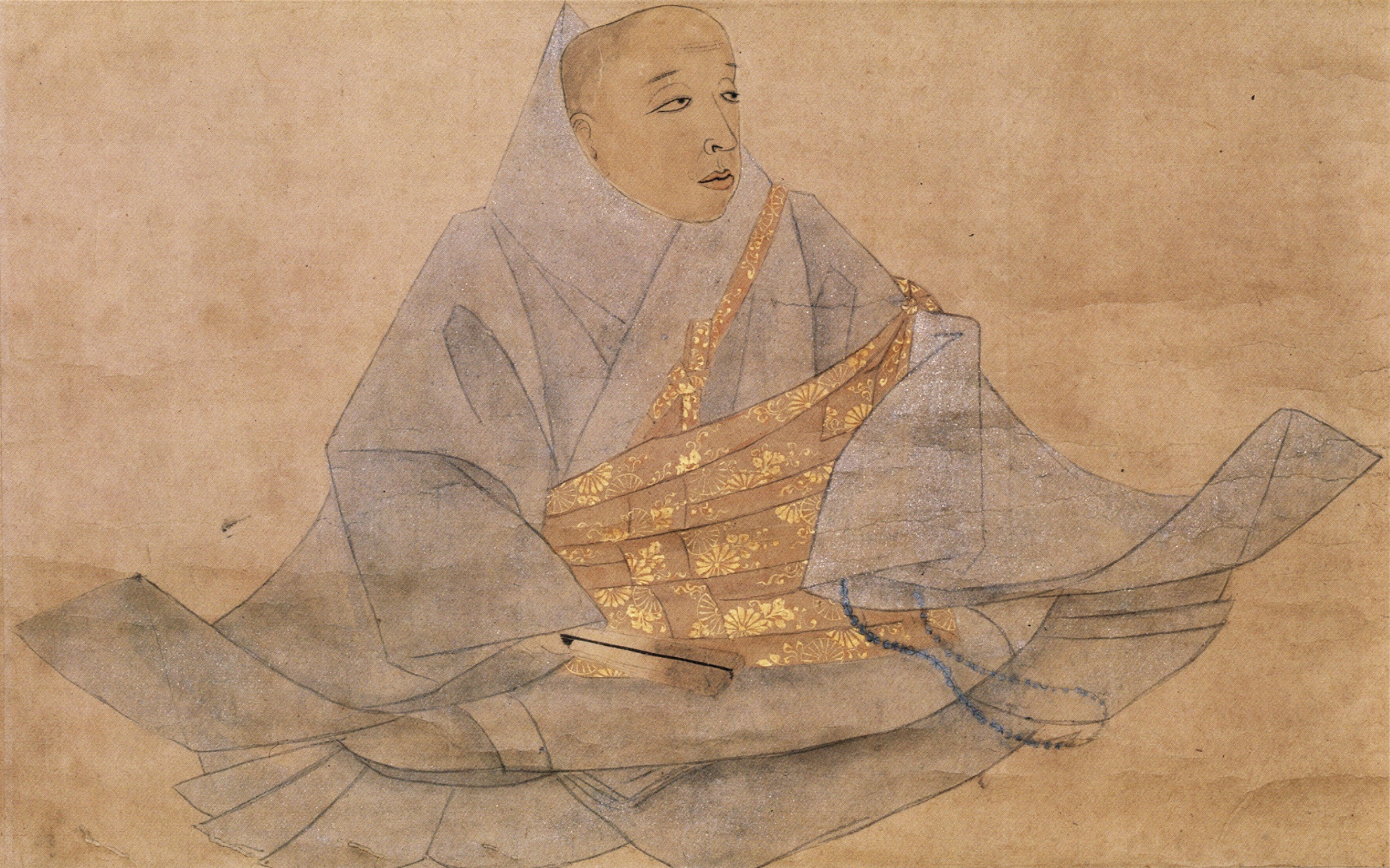
国宝 紙本著色花園天皇像（豪信筆、暦応元年（1338年）、京都長福寺蔵）

この事件に係わる武士は全て土岐氏関係者である。以下に図を示す。
|                                |                                |                                |                                |                                |                                |                     |                     |                     |                     |                     |                     |                 |                 |                 |                 |                 |                 |                                  |                                  |                                  |                                  |                                  |                                  |                     |                     |                     |                     |                     |                     |  |  |  |  |  |  |  |  |  |  |  |  |  |  |  |  |  |  |  |  |  |  |  |  |  |  |  |  |  |  |
|                                |                                |                                |                                |                                |                                |                     |                     |                     |                     |                     |                     |                 |                 |                 |                 |                 |                 |                                  |                                  |                                  |                                  |                                  |                                  |                     |                     |                     |                     |                     |                     |  |  |  |  |  |  |  |  |  |  |  |  |  |  |  |  |  |  |  |  |  |  |  |  |  |  |  |  |  |  |
| 土岐頼貞 土岐氏嫡流 容疑後無罪 | 土岐頼貞 土岐氏嫡流 容疑後無罪 | 土岐頼貞 土岐氏嫡流 容疑後無罪 | 土岐頼貞 土岐氏嫡流 容疑後無罪 | 土岐頼貞 土岐氏嫡流 容疑後無罪 | 土岐頼貞 土岐氏嫡流 容疑後無罪 |                     |                     |                     |                     |                     |                     | 某              | 某              | 某              | 某              | 某              | 某              | 多治見国長 頼貞母親族 容疑、自害 | 多治見国長 頼貞母親族 容疑、自害 | 多治見国長 頼貞母親族 容疑、自害 | 多治見国長 頼貞母親族 容疑、自害 | 多治見国長 頼貞母親族 容疑、自害 | 多治見国長 頼貞母親族 容疑、自害 | 斎藤利行 密告を受理 | 斎藤利行 密告を受理 | 斎藤利行 密告を受理 | 斎藤利行 密告を受理 | 斎藤利行 密告を受理 | 斎藤利行 密告を受理 |  |  |  |  |  |  |  |  |  |  |  |  |  |  |  |  |  |  |  |  |  |  |  |  |  |  |  |  |  |  |
| 土岐頼貞 土岐氏嫡流 容疑後無罪 | 土岐頼貞 土岐氏嫡流 容疑後無罪 | 土岐頼貞 土岐氏嫡流 容疑後無罪 | 土岐頼貞 土岐氏嫡流 容疑後無罪 | 土岐頼貞 土岐氏嫡流 容疑後無罪 | 土岐頼貞 土岐氏嫡流 容疑後無罪 |                     |                     |                     |                     |                     |                     | 某              | 某              | 某              | 某              | 某              | 某              | 多治見国長 頼貞母親族 容疑、自害 | 多治見国長 頼貞母親族 容疑、自害 | 多治見国長 頼貞母親族 容疑、自害 | 多治見国長 頼貞母親族 容疑、自害 | 多治見国長 頼貞母親族 容疑、自害 | 多治見国長 頼貞母親族 容疑、自害 | 斎藤利行 密告を受理 | 斎藤利行 密告を受理 | 斎藤利行 密告を受理 | 斎藤利行 密告を受理 | 斎藤利行 密告を受理 | 斎藤利行 密告を受理 |  |  |  |  |  |  |  |  |  |  |  |  |  |  |  |  |  |  |  |  |  |  |  |  |  |  |  |  |  |  |
|                                |                                |                                |                                |                                |                                |                     |                     |                     |                     |                     |                     |                 |                 |                 |                 |                 |                 |                                  |                                  |                                  |                                  |                                  |                                  |                     |                     |                     |                     |                     |                     |  |  |  |  |  |  |  |  |  |  |  |  |  |  |  |  |  |  |  |  |  |  |  |  |  |  |  |  |  |  |
| 土岐頼遠                       | 土岐頼遠                       | 土岐頼遠                       | 土岐頼遠                       | 土岐頼遠                       | 土岐頼遠                       | 土岐頼兼 容疑後無罪 | 土岐頼兼 容疑後無罪 | 土岐頼兼 容疑後無罪 | 土岐頼兼 容疑後無罪 | 土岐頼兼 容疑後無罪 | 土岐頼兼 容疑後無罪 | 土岐頼員 密告者 | 土岐頼員 密告者 | 土岐頼員 密告者 | 土岐頼員 密告者 | 土岐頼員 密告者 | 土岐頼員 密告者 |                                  |                                  |                                  |                                  |                                  |                                  | 頼員妻              | 頼員妻              | 頼員妻              | 頼員妻              | 頼員妻              | 頼員妻              |  |  |  |  |  |  |  |  |  |  |  |  |  |  |  |  |  |  |  |  |  |  |  |  |  |  |  |  |  |  |
| 土岐頼遠                       | 土岐頼遠                       | 土岐頼遠                       | 土岐頼遠                       | 土岐頼遠                       | 土岐頼遠                       | 土岐頼兼 容疑後無罪 | 土岐頼兼 容疑後無罪 | 土岐頼兼 容疑後無罪 | 土岐頼兼 容疑後無罪 | 土岐頼兼 容疑後無罪 | 土岐頼兼 容疑後無罪 | 土岐頼員 密告者 | 土岐頼員 密告者 | 土岐頼員 密告者 | 土岐頼員 密告者 | 土岐頼員 密告者 | 土岐頼員 密告者 |                                  |                                  |                                  |                                  |                                  |                                  | 頼員妻              | 頼員妻              | 頼員妻              | 頼員妻              | 頼員妻              | 頼員妻              |  |  |  |  |  |  |  |  |  |  |  |  |  |  |  |  |  |  |  |  |  |  |  |  |  |  |  |  |  |  |
|                                |                                |                                |                                |                                |                                |                     |                     |                     |                     |                     |                     |                 |                 |                 |                 |                 |                 |                                  |                                  |                                  |                                  |                                  |                                  |                     |                     |                     |                     |                     |                     |  |  |  |  |  |  |  |  |  |  |  |  |  |  |  |  |  |  |  |  |  |  |  |  |  |  |  |  |  |  |
|                                |                                |                                |                                |                                |                                | 土岐頼有 容疑、自害 |                     |                     |                     |                     |                     |                 |                 |                 |                 |                 |                 |                                  |                                  |                                  |                                  |                                  |                                  |                     |                     |                     |                     |                     |                     |  |  |  |  |  |  |  |  |  |  |  |  |  |  |  |  |  |  |  |  |  |  |  |  |  |  |  |  |  |  |

冤罪説に沿って、『花園天皇日記』元亨4年9月19日条（および裏書）の記録を再構成した場合、以下のようになる。
持明院統もしくは邦良親王派が後醍醐を陥れる計画の実働部隊として働いたのは、土岐左近蔵人頼員（土岐頼員）という武士である。頼員は、元亨4年9月16日（1324年10月4日）、妻の父である斎藤俊幸（『太平記』の斎藤利行）に以下のような讒言をした。
- 頼員は多治見国長という武士から討幕計画に誘われた[12]。その国長を討幕計画に誘ったのは後醍醐天皇側近の日野資朝である[12]。そして、頼員は後醍醐から討幕の命を受けた[12]。
- 国長が頼員に打ち明けた（と頼員が主張する）計画では、決行日は9月23日の北野祭だった[12]。祭りの騒ぎに乗じて六波羅探題を攻略し、そこに延暦寺と興福寺の衆徒（僧兵）が宇治・勢多を占拠して、近国の武士を集める[12]。そして、日野資朝と日野俊基がその指揮を執る計画だった、という[12]。

斎藤俊幸からの情報を受けた六波羅探題は、元亨4年9月19日朝、多治見国長と土岐頼有に出頭命令を出した。国長と頼有はこれを拒否したので合戦となり、その末、両者は取り調べを受けないまま自害した。
この事件の真相を知るには国長と頼有の弁明が必要だが、六波羅は両者の捕縛に失敗して自殺させてしまったため、結局は頼員の「自白」しか証拠がない。しかし、日本史研究者の河内祥輔によれば、仮に頼員の討幕説が正しかったとしても、討幕軍は土岐氏庶流のみであり、六波羅を滅ぼすに足る兵力とは到底言えない。また、国長が実際に延暦寺・興福寺や他の武士を誘っていた実証的証拠もないという。
このように、頼員の主張は鵜呑みにするには疑惑が多く、幕府・六波羅探題は検証のため、後醍醐側である日野資朝・日野俊基の弁明も聞こうとし、また土岐氏嫡流側にも調査の手を進めた。
9月19日午後、六波羅探題は関東申次西園寺実衡を通じて、日野資朝・日野俊基の勾留を朝廷に要請し、同日夜に両人は六波羅に出頭した（『花園天皇日記』同日条）。
「九月二十六日結城宗広書状」（『鎌倉遺文』28835号）によれば、9月23日に初めて鎌倉の幕府中枢部は事件の発覚を知った。同書状によれば、まず嫌疑がかかったのは元伯耆守の土岐頼貞で、幕府は鎌倉にある頼貞の宿所を捜索したが、不在だった。この後、頼貞が処罰された形跡は見当たらないため、河内によれば、頼貞は冤罪であるとすぐに判明したのではないかという。この書状によれば、幕府に頼貞のことを讒言したのは六波羅探題ではなく、斎藤俊幸（『太平記』の斎藤利行）なる人物であった。河内は、花園上皇が聞いた頼貞謀反人説も、俊幸が広めた情報に由来するではないかと推測している。

#### 討幕説の流布

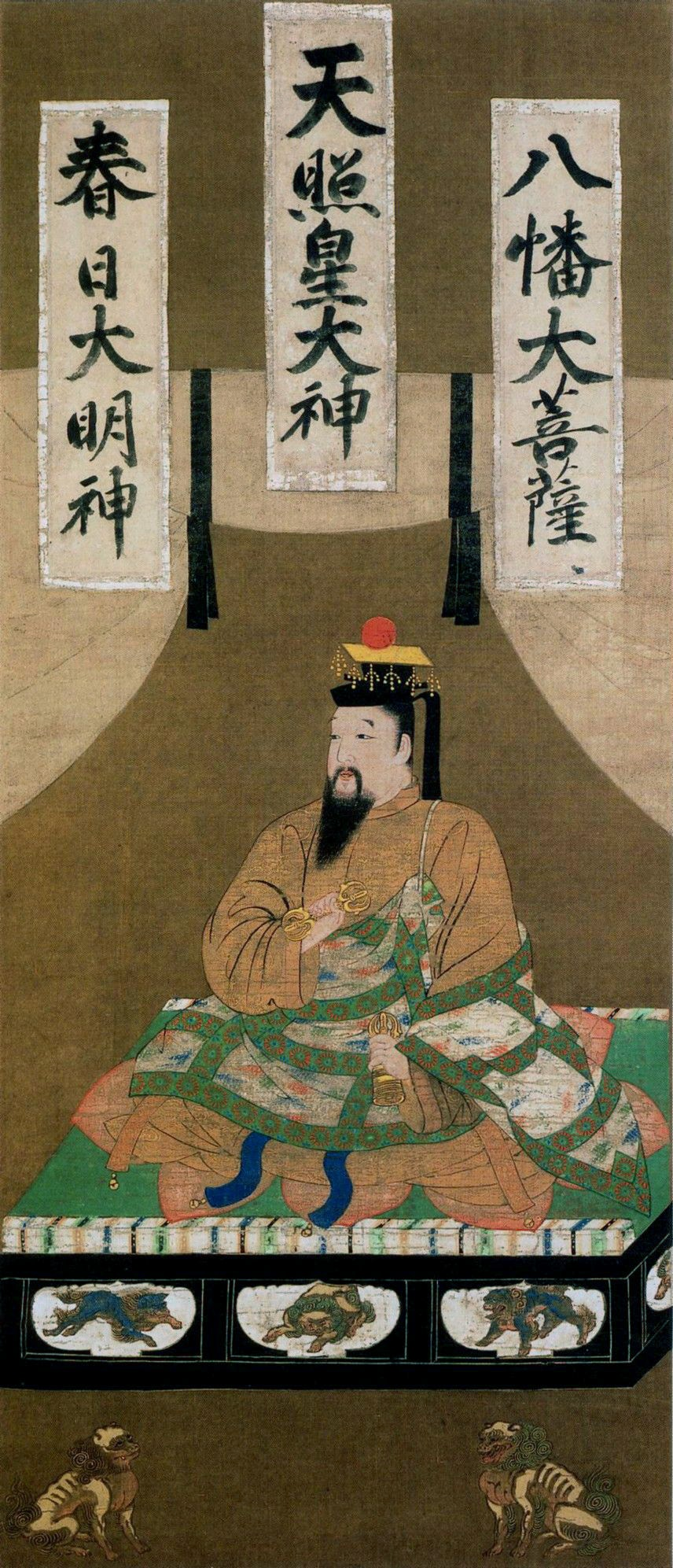
文観房弘真開眼『絹本著色後醍醐天皇御像』（延元4年/暦応2年（1339年）、重要文化財、神奈川県藤沢市清浄光寺蔵）

はじめ六波羅探題は、後醍醐天皇謀反説を信じ、これを触れ回った。正中元年事件に勢いづいたのは、持明院統と邦良親王派である。
9月23日、後醍醐天皇は、釈明のために万里小路宣房を鎌倉へ向かわせた（『花園天皇日記』同日条）。
10月1日、資朝が自白してついに罪を認めたという噂が流れた（『後光明院関白日記』同日条）。しかし、河内によれば、その続報がないためこれは誤報であると考えられ、この後の展開を考えれば資朝・俊基は容疑を否認し続けたのではないかという。
後醍醐勅使の万里小路宣房は10月5日に鎌倉に到着し（『武家年代記』同日条）、安達時顕と長崎円喜（高綱）から厳しい取り調べを受けた（『花園天皇日記』10月30日条）。後醍醐が幕府宛てに宣房に持たせた綸旨（りんじ、天皇の私的な通達文）は、「逆鱗以て甚だし」（天子たる朕は激昂している）で始まる気丈なものであった。その内容は、「東夷」である鎌倉幕府に対し、「聖主」である自分に謀反の疑いをかけたことを叱責し、罠にかけられたのは自分の側であるから、真の謀反人を捕らえよ、と幕府に命令するものであった。この綸旨の文言は、漢籍からの引用で埋め尽くされていて、花園上皇は「宋朝の文体のごとし」と評している。後醍醐がてっきり「陳謝」するのだろうと思っていた花園は、内容に驚いたという。
事件発生当時、鎌倉には邦良親王派の六条有忠が駐在していたが（『花園天皇日記』同年8月26日条）、有忠は10月13日に京都に帰還して、邦良に「御吉事」を伝え、まもなく幕府の使者が上京して正式な方針を発表するだろうと告げた（『花園天皇日記』同日条）。河内祥輔の推測によれば、9月下旬から10月上旬（有忠が鎌倉を出る時まで）には、幕府は後醍醐退位・邦良即位の方向で決まりかけていたのではないかという。
ところが、10月22日、後醍醐側近の宣房が京都に帰還しすると、事件の流れは大きく変わった（『花園天皇日記』同日条・30日条）。宣房が持ち帰った結果は、後醍醐への処分は「無為」という幕府の裁定だった。
河内は以下のように主張する。そもそも後醍醐謀反の証拠は、土岐頼員の密告以外には存在せず、六波羅はその検証を後回しにして京や幕府に広めてしまった。謀反が真なら、後醍醐退位は大覚寺統邦良派と持明院統の両方に望まれていることであるから、幕府は遠慮なく後醍醐を処分したはずである。そうならなかったのは、幕府が事件後に十分な検証をした結果、後醍醐の謀反は本当に冤罪であると認定したためであろう、という。

#### 討幕説延命

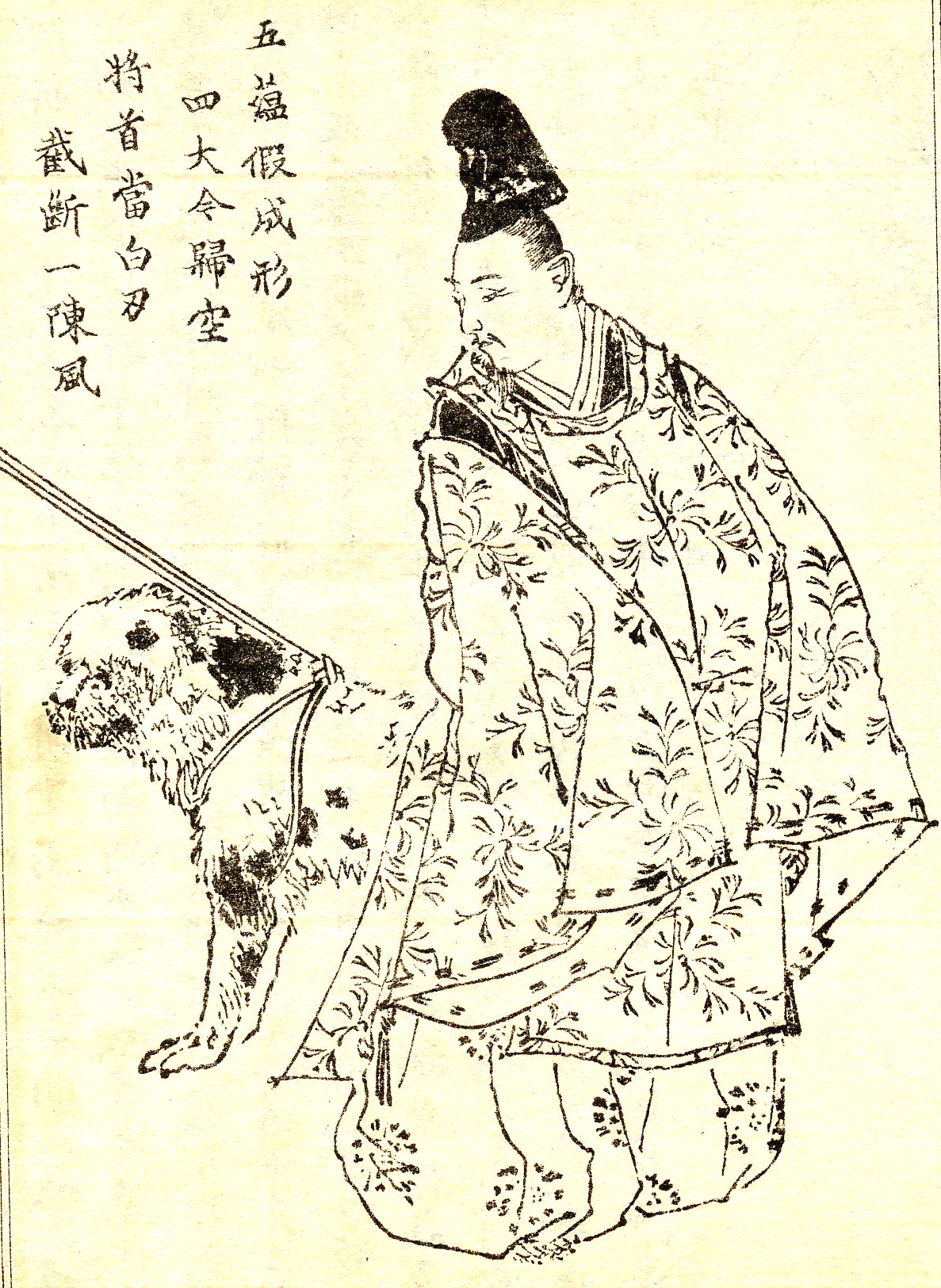
日野資朝（菊池容斎『前賢故実』より）

後醍醐への無罪判決の後も、日野資朝・日野俊基への取り調べは続いた。宣房が帰京したその22日、資朝と俊基は、祐雅法師（『太平記』の伊達游雅）という人物と共に鎌倉へ送られることになった（『花園天皇日記』同日条）。さらに、10月29日、高倉範春が、多治見国長の縁者として、鎌倉で事情聴取されることになった（『花園天皇日記』同日条・12月13日条）。
『花園天皇日記』11月1日条によれば、これは、資朝らが開催していた無礼講という宴会の参加者名簿の落書（匿名の風刺文）が六波羅探題に投じられたのがきっかけで、その参加者をひとまず鎌倉で取り調べるということになったためであるという。名簿には「高貴の人」（＝後醍醐天皇か）の名まで載っていたという。その落書を書いたのは、資朝・俊基と共に鎌倉に送られた祐雅であるという噂が立っていたが、真偽は不明。このころ、源為守と智暁法師という人物も鎌倉に送られるという風聞があったが、それは誤報だった。
この間、持明院統の花園上皇は、後醍醐が「真の謀反人を捕縛せよ」と幕府に命じたことに動揺しており、「世間畏怖の外他無し」「君臣皆是れ狂人か」と、後醍醐派を罵っている（『花園天皇日記』同年11月14日条）。河内によれば、後醍醐の意見が幕府に受け入れられれば、今度は一転して花園側が追い詰められることになるため、焦ったのではないか、という。
河内は、後醍醐が無罪となったにもかかわらず、入れ替わりで資朝・俊基らが鎌倉に送られて取り調べを受けた理由については、問題をうやむやにしたい幕府の意向があったと推測する。調査の結果、後醍醐が冤罪なのは判明したが、もし完全に白としてしまうと、今度は逆に後醍醐に謀略を仕掛けた持明院統や邦良親王に対し、捜査を行わければならなくなる。そうしてしまうと、問題は後醍醐対幕府に留まらず、朝廷の内紛という国家を揺るがす事態が明るみに出てしまい、幕府にとって最悪の結果になってしまう。そこで、無礼講という他愛もない風紀問題を口実にして、資朝・俊基の勾留を延長し、政治的判断を下すまでの時間を稼いだのはないか、という。

#### 事件の決着

日野資朝が流された絶海の孤島佐渡島の位置

その後の3か月間、資朝らの取り調べの詳細は不明である。
年が明けた正中2年（1325年）1月13日ごろには、正中元年事件を契機に、後醍醐天皇と甥の皇太子邦良親王の政治抗争は表面化していた。このころ、両者はたびたび使者を鎌倉に送っていたので、世人に「競馬」と呼ばれていた、と花園上皇は批判している（『花園天皇日記』同日条裏書）。もっとも、花園が属する持明院統の後伏見上皇も、政争に勝利するために使者を走らせていた。
閏1月7日、花園上皇は幕府の仮決定を知った（『花園天皇日記』同日条）。それによれば、「1. 資朝・俊基の討幕計画は完全な冤罪である。2. 資朝は（討幕計画に関しては冤罪だが）佐渡国に配流する。 3. 俊基は無罪。 4. 祐雅は追放」という内容だったという。花園は、資朝が冤罪なのに佐渡への流刑という不可解な決定に、不審であると驚いている。『花園天皇日記』同日条裏書によれば、長崎円喜（高綱とも。嫡子の内管領長崎高資と共に、当時の幕府の事実上の最高権力者）も、この裁定に不審と驚いたらしい。円喜は、「資朝の書状」なるものにまだ疑惑があるのに、冤罪判決が下りそうなのは、資朝が恐怖したので情状酌量があったからだろうか、と密かに談じていたという。この時点では、幕府首脳部の多数意見は資朝冤罪だったと見られる。
2月9日、幕府は正式な結論を朝廷に報告した（『花園天皇日記』同日条）。資朝に関しては、完全な冤罪という仮決定から覆り、「以前からたびたび不義暴虐のことがあったので、疑わしいことが全くない訳でもない」という曖昧な結論が下され、有罪とは言えないが無罪とも言えないので、佐渡流刑ということになった（もっとも、前記したように、冤罪だとしても佐渡流刑は決まっていた）。俊基は、資朝に通じたという噂もあるが、証拠不十分であるとされ、放免された。このことについて、花園は「禁裏、此の趣、殊に隠密せられると云々」と書いている。
河内の解釈によれば、幕府首脳部多数派の意見に反して、資朝だけでも有罪にしたいという円喜個人の意向が強く働き、裁定が覆ったのではないか、という。「隠密」というのは、事件をうやむやにしたい幕府側から、資朝一人を犠牲にすることで手打ちとしないかともちかけられ、後醍醐の側もやむを得ずそれを呑んだのではないかという。こうして、真の黒幕が誰なのか真相は解明されないまま、疑惑に蓋をする形で正中元年事件は幕を閉じた。

### その後

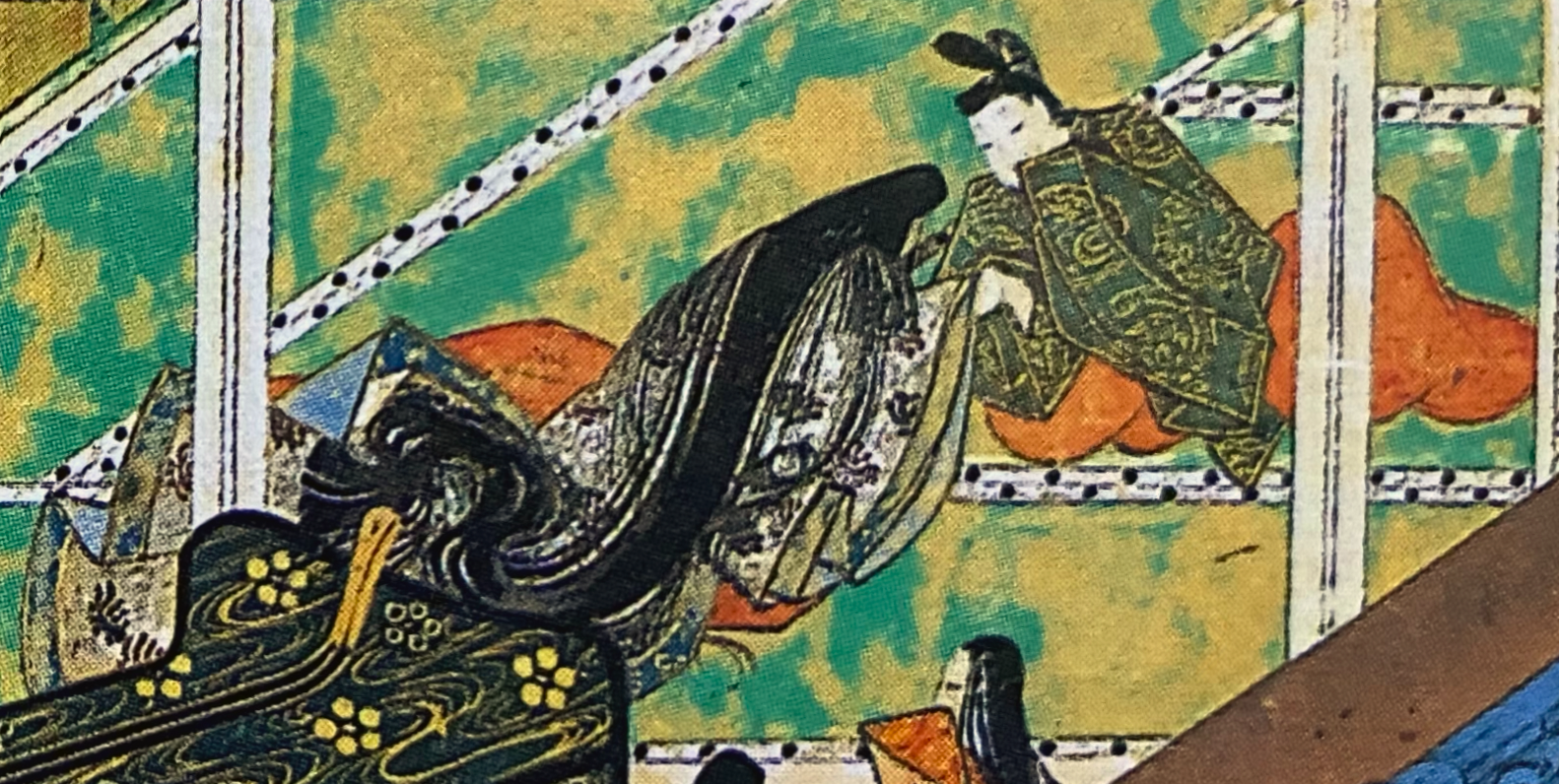
西園寺禧子と後醍醐天皇。『太平記絵巻』（17世紀ごろ）第2巻「中宮御嘆事」より。埼玉県立歴史と民俗の博物館所蔵。

正中元年事件では後醍醐の側が被害者であった。それにもかかわらず、『神皇正統記』によれば、その後、幕府内部に邦良親王派を支持する人物が存在したため、後醍醐は幕府に反感を抱いたという。しかし正中3年3月20日（1326年4月23日）に邦良が急逝。新たな皇太子として、後醍醐は第一皇子の尊良親王を推薦していたが、結局は持明院統の量仁親王（のちの光厳天皇）が立てられたため、大覚寺統邦良派・大覚寺統後醍醐派・持明院統の三者による後継者争いは一旦白紙に戻った。
河内祥輔によれば、後醍醐天皇はこの時点でも幕府との対立を考えず、御産祈祷をし、関東申次西園寺家の出身で正妃である中宮の西園寺禧子との間に皇子をもうけることで、自身の系統存続の望みを繋いだのではないかという。また、兵藤裕己 によれば、後醍醐と禧子の夫婦関係は良好であり、素直に御産祈祷をしたいという意図もあった。こうして邦良薨去からおよそ4年間に渡って、御産祈祷が続けられた。しかし、結果として皇子は生まれなかった。
また、亀田俊和によれば、安産祈祷と合わせて、西園寺家の血を引き聡明でもあった第二皇子の世良親王も有力な後継者として目をかけられていたという。しかし、世良もまた元徳2年（1330年）9月に若くして薨去してしまった。
こうして、元徳2年（1330年）には、邦良の嫡子である康仁親王など、邦良派が次の大覚寺統天皇になる可能性が高くなってしまった。また、この頃の在位期間の平均である10年も超えたため、持明院統からの退任要求も強まってきた。この年（亀田説では特に世良薨去の9月以降）から倒幕計画が進められ、そして翌元徳3年（1331年）に始まる元弘の乱に繋がるのであるという。

## 『太平記』（倒幕説）

### 前書
本節では、軍記物語『太平記』（1370年ごろ完成）による解釈を基本に、20世紀後半に日本史研究者の佐藤進一・網野善彦・森茂暁らによって発展した経緯を示す。2010年代時点でいわゆる通説的見解とされたものではあるが、別節で述べたように、2007年以降、徐々に疑問視されてきている。なお、『太平記』、特に流布本系は月日に錯誤が見られ、さらにこの時点では歴史的に死んでいない人物が唐突に死亡したりするため、以下に記述する経緯では不可解な展開も見られる。しかし、時系列の矛盾も、討幕説否定の重要な論点のため、原則的に本文では修正せずにあえてそのまま記載し、実証的に明確に否定される点に関しては注釈で補った。

### 背景
『太平記』流布本巻1「後醍醐天皇御治世の事附武家繁昌の事」によれば、承久の乱で後鳥羽上皇（承久3年（1221年））が鎌倉幕府に敗北して以降、代々の天皇は密かに討幕への意識があったものの、機はなく誰も実行に移さなかったという。
鎌倉時代後期、後嵯峨天皇の後、皇統は大覚寺統（後の南朝）と持明院統（後の北朝）に分裂しており、互いの皇統から天皇を出しつつも、両派閥で抗争を繰り広げていた（両統迭立（りょうとうてつりつ）参照）。このような中、文保2年2月26日（1318年3月29日）に践祚して天皇位を継いだのが大覚寺統の後醍醐天皇である。
佐藤進一は後醍醐の人物像について以下のように主張した。後醍醐天皇は非現実的な理想論を奉じる専制君主で、特に宋学の大義名分論（臣は君に盲従すべきという思想）を信奉し、宋朝皇帝型独裁制を目指していた。後醍醐は伝統と先例を無視する朝廷の異端児だった。また、後醍醐天皇は自身の追号を生前から「後醍醐」と定めていたが、これは「延喜・天暦の治」つまり醍醐天皇・村上天皇が行ったという理想的な治世の伝説を見習って付けたものである。後醍醐は、醍醐・村上の親政に着目し、天皇に口出しをする幕府・院政・摂政・関白などは不要であり、自身に専制的な権力が集まる政治体制こそ、日本のあるべき姿であると考えた。このような思想のもと、討幕を志したのである。
『太平記』流布本巻1「立后の事附三位殿御局の事」によれば、文保2年（1318年）8月3日、西園寺実兼の娘の禧子が齢二八（数え16歳）で皇后に立てられ、弘徽殿に入内した。『太平記』作者は、西園寺家は鎌倉幕府との繋がりが深かったため、後醍醐天皇は幕府からの評判を高めようと、政治的意図で禧子を皇后に迎えたのだろうと推測している。ところが、禧子は後醍醐から嫌われ、一度も床を共にすることはなかった。後醍醐の寵愛は禧子に仕えていた阿野廉子という妖艶な女官に注がれた。廉子は皇后に准ずる准三后の地位を与えられ、禧子を差し置いて正規の皇后であるかのように見なされた。後醍醐は、廉子の口利きがあれば、能力や功績のない家臣でも褒美を与え、訴訟でも理の無い方を勝ちとしたので、即位当初は善政と呼ばれていた政治は急速に腐敗していった。
森茂暁は、後醍醐天皇の専制君主思想と正中の変について以下のように論じた。後醍醐の即位時、その皇太子に立てられたのは、同じ大覚寺統の邦良親王（後二条天皇の息子で、後醍醐の甥にあたる）だった。持明院統に対する大覚寺統の完全勝利と言ってよい。しかし、持明院統の後伏見上皇が「御事書幷目安案」（嘉暦3年（1328年））で後醍醐を「一代の主」と呼んだように、後醍醐父の後宇多上皇にとっては、後醍醐はあくまで中継ぎの天皇に過ぎず、本命は孫の邦良だった。後宇多は元亨元年（1321年）12月に院政を止め、後醍醐が親政を開始するが、これは父を疎んじる後醍醐が圧力をかけて強制的に院政を停止させた可能性も否定できない。念願の権力を手にした後醍醐だが、大覚寺統傍系にすぎない自分が「一代の主」という制約を克服するためには、両統迭立を支持する幕府を倒し、大覚寺統嫡流と持明院統の双方を皇統から廃絶するしかなかった。

### 討幕計画
『太平記』流布本巻1「中宮御産御祈の事附俊基偽籠居の事」によれば、元亨2年（1322年）春ごろ、後醍醐天皇は慧鎮房円観や文観房弘真らの僧侶を集め、中宮西園寺禧子への安産の祈祷をさせた。ところが、3年間、禧子に出産の気配はなかった。これは、安産祈祷という口実で、実は関東調伏（鎌倉幕府打倒の呪詛）の儀式を行っていたのだという。後醍醐は討幕計画が露見することを恐れ、日野資朝・日野俊基・四条隆資・花山院師賢・平成輔ら少数の気鋭の側近のみと謀議し、これに軍事力として武士の足助重成や南都北嶺（興福寺・延暦寺）の僧兵らが加わった。俊基は半年ばかりの間、籠居と称して出仕を止め、山伏の姿に身をやつして諸国を行脚し、当時の世相を実見し、さらに城郭として使えそうな要地を探した。
元亨4年（1324年）3月7日、つまり正中の変の約半年前、後醍醐護持僧の文観は、奈良県般若寺の『木造文殊菩薩騎獅像（本堂安置）』（康俊・康成作、重要文化財）という仏像の制作に関わった。網野善彦らの説によれば、これは討幕成功を祈願するための像であるという。網野の主張によれば、文観は異形異類の輩を率いる武闘派の妖僧であり、後醍醐と武士・大衆勢力を結びつける、仏教界の黒幕だった。そして、このころ、幕府の高級官僚である伊賀兼光は、文観を通じて後醍醐に忠誠を誓い、その密偵として工作活動をしていた。この像も兼光が施主として出資したものである。このように、後醍醐は幕府中枢部まで力が及ぶ、用意周到な謀略を巡らしていたのだという。詳細は#「異形の王権」論を参照。
『太平記』流布本巻1「無礼講の事附玄慧文談の事」によれば、当時、美濃国（岐阜県）に土岐頼貞と多治見国長という剛の者がいて、日野資朝と長く友誼を結んでいた。資朝は二人を討幕側に引き込むために、無礼講という饗宴を開催した。主要参加者は花山院師賢・四条隆資・洞院実世・日野俊基・伊達游雅・聖護院庁法眼玄基・足助重成・多治見国長らだった。無礼講では、身分の上下・僧俗の区別なくみな乱れた服装で珍味や美酒を味わい、薄衣の美姫20余人が接待した。資朝らはこの饗宴の間に討幕の謀議をこらしたが、幕府から怪しまれないように、玄慧法印という「才学無双」と評判の僧侶を招いた。そして、玄慧自身には討幕計画を知らせず、漢詩や漢文の講義などをさせて、学問の集まりであるかのように装った。
佐藤進一によれば、同年6月21日（あるいは村井章介によればこの4年前の同月日）、つまり正中の変勃発3か月前、後醍醐重臣「後の三房」の一人の吉田定房は、討幕計画は時期尚早であり無謀であると上奏文で諫言したが、後醍醐は聞き入れなかった。詳細は#伝「吉田定房奏上」を参照。
同年6月25日、後醍醐父の後宇多上皇が崩御。森茂暁は、『増鏡』「さしぐし」には祖父の亀山崩御を悼む和歌はあるのに対し、後宇多へはないことを指摘し、後醍醐と父の後宇多は最後まで敵対関係にあったと示唆している。

### 経過
『太平記』流布本巻1「頼員回忠の事」によれば、討幕計画の参加者に、土岐頼員という武士がいた。ところが、頼員はある夜、妻に討幕の話を漏らしてしまい、さらに妻は自身の父である六波羅探題奉行斎藤利行に密告した。頼員は妻と義理の父に説得されて、後醍醐天皇を裏切ることに決めた。六波羅探題は、討幕計画の軍事的主力の土岐頼貞と多治見国長に怪しまれないように、摂津国楠葉（大阪府枚方市北端部の歴史的呼称）で当時あった土地紛争解決のための軍団招集という名目で、大軍を六波羅に結集させた。元徳元年（1329年）9月19日早朝卯の刻、小串範行・山本時綱を主将とする六波羅軍3,000余騎は、二手に分かれてそれぞれ国長の三条堀川にある邸宅と頼貞の錦小路高倉にある邸宅を攻撃した。六波羅軍と倒幕軍の激しい戦いの末、山本時綱は土岐頼貞を、小串範行は多治見国長に自害に追い込んだ。4時間ばかりの戦闘で、手負死人は273人を数えたという。
『太平記』流布本巻1「資朝俊基関東下向の事附御告文の事」によれば、その後、鎌倉から東使長崎泰光と南条宗直が上洛し、（翌年）5月10日に討幕計画の中心である日野資朝・俊基を捕縛した。土岐頼貞らが討たれた時、一人も生捕りがなく、討幕計画の武家関係者が全て死亡したので、資朝・俊基は自身らに嫌疑が及ぶまいとたかをくくっていたのだが、その隙を付いての逮捕だった。同月27日、両人は鎌倉に拘禁されたが、学才で名高くかつ後醍醐天皇の側近だったので、幕府は世の誹りや後醍醐の怒りを憚って、拷問はせずに侍所へ軟禁した。
『太平記』同段落によれば、7月7日、騒乱のために乞巧奠（きっこうでん、朝廷の七夕祭り）は行われず、中納言吉田冬房（吉田冬方）が告文（こうもん/こくもん、神仏に誓う書状）を出して幕府に下手に出ることを後醍醐に進言したため、後醍醐はこれを受け入れた。大納言万里小路宣房が勅使となって告文を鎌倉に届けた。幕府の重臣二階堂道蘊は、先例も無く帝に恐れ多いと主張し、告文の開封を控え朝廷に返すよう、得宗北条高時に進言した。だが、高時は何か不都合なことなどあるものかと言って、無理に斎藤利行に読ませた。すると、利行は突然鼻血を出して病にかかり、7日間のうちに血を吐いて死んだ。
人々は、利行の死は神仏の祟りだったと噂し、宣房の釈明も理路整然としていたので、既に後醍醐への遠流は決定していたにもかかわらず、幕府は後醍醐への追求を急遽取りやめた。俊基は無罪とされたが、資朝は佐渡国に配流となった。

### その後
『太平記』では、正中の変後の政争はほとんど語られず、この後、7年後の元弘の乱に直接飛ぶことになる。

## 議論

### 『太平記』への反論

#### 河内説
日本史研究者の河内祥輔は、『日本中世の朝廷・幕府体制』（2007年）で、『太平記』の討幕説について以下の疑問点を指摘した。
『太平記』は、承久の乱の以降、代々の天皇は討幕を志していたとしているが、その証拠は当時の貴族の日記や文書等には確認されない。
『太平記』では、中宮西園寺禧子の御産御祈が正中の変より前に置かれている。しかし、岡見正雄校注『太平記（1）』（角川文庫、1975年）や百瀬今朝雄の研究により、実際の御産御祈は、正中元年事件の「後」の、嘉暦元年（1326年）以後であることが判明しているため、時系列に矛盾がある。
『太平記』では討幕計画に四条隆資と花山院師賢も加わっていたとされるが、それの証拠となる史料は現存しない。平成輔については、『花園天皇日記』元亨4年10月30日条に、「所労」と称して蔵人頭を辞して「籠居」したことが、花園から不審に思われたことが記されているが、事件への関与は確実ではない。
後醍醐派が無礼講という宴会を行っていたこと自体は、『花園天皇日記』元亨4年11月1日条からも確認されているが、日記には無礼講の時に陰謀の会議があったことは記述されていない。花園が無礼講を非難しているのは、もっぱら風紀・品性の問題であって、討幕に結びつけている訳ではない。そもそも、花園上皇は後醍醐天皇と政治的に対立しているが、無礼講を把握していたにもかかわらず陰謀を知らなかった点や、持明院統方にも知られるほど広く認識された無礼講で陰謀の相談をするのは不自然さがある。
『太平記』では「正中の変」で討ち死にした討幕軍の兵数が大げさに表現されているが、現実に正中元年事件に関わった武士は多治見国長・土岐頼有・土岐頼員のわずか3名であり、これで幕府を倒そうと考えるのは無理がある。
最も重大な点であるが、もし後醍醐が本当に討幕計画を企んでいたのなら、なぜ幕府はわざわざ後醍醐に配慮して無罪としなければならなかったのか。大覚寺統の正嫡ではない後醍醐を退位させるのは幕府にとって簡単であり、しかも朝廷でも大覚寺統正嫡（邦良親王）と持明院統の双方から望まれていることでもあり、幕府が後醍醐に配慮すべき理由は見当たらない。『太平記』は、後醍醐に無罪判決が下ったのは、後醍醐に背いた幕臣斎藤利行（史実の斎藤俊幸）が神罰に当たって血を吐いて死んだので、幕府高官たちが恐怖したから、としているが、あまりにも荒唐無稽に過ぎ、討幕説にまともな論拠がないことを『太平記』自ら告白しているようなものである。そもそも、『常楽記』によれば、史実の斎藤俊幸が死去したのは、この事件が終わった後の嘉暦元年（1326年）5月である。

#### 呉座説
日本史研究者の呉座勇一は、『陰謀の日本中世史』（2018年）で、河内祥輔の議論を認めた上で、『太平記』にさらに以下のような疑問を加え、河内説を補強した。
「宴会で陰謀→非現実的計画→密告により瓦解」という展開は、『平家物語』の鹿ヶ谷事件と酷似している。『太平記』は『平家物語』を下敷きにした話が多いため、これも鹿ヶ谷説話を参考に創作された疑いがある。
根本的な問題点として、もし正中元年事件が討幕計画だったのなら、なぜ次の元弘の乱まで7年もかかったのか、あまりに気長すぎるのではないか。あるいは、一度失敗したから次は7年かけて計略し、準備を用意周到にしようとしたのだ、という反論もあるかもしれない。しかし、元弘の乱は、実際には密告で発覚し、戦闘開始直後に後醍醐勢力はすぐに惨敗して後醍醐は隠岐国に流されており、とても7年もかけたような緻密な計画には感じられない、という。
元弘の乱で後醍醐が実際に鎌倉幕府打倒を成し遂げ、その後に室町幕府と戦うことになるという未来を知っている後世の人から見た場合、「幕府との協調路線を模索していた後醍醐」という現実の姿は、かえって想像しにくい。それよりも、後醍醐は即位当初から討幕に執念を燃やす「非妥協的な専制君主」だった、という風に設定した方が、人生に一貫性があり、頭で理解しやすい。そのため、後世の印象が過去に遡及され、正中元年の事件も討幕計画であるかのように『太平記』で描かれるようになったのではないか、と呉座は推測した。同様の、後世の印象が過去に遡及したという論旨は2017年に亀田俊和も述べている。

### 『神皇正統記』
討幕説は、後醍醐天皇の側近の北畠親房が事件の15年後に著した『神皇正統記』（延元4年/暦応2年（1339年））にも現れている。
親房の書きぶりでは、「後宇多上皇崩御」→「後醍醐天皇・皇太子邦良親王間の対立が活発化」→「邦良側が幕府の支持を受ける」→「後醍醐が幕府に激怒」→「元亨4年9月に何らかの運動が露見」（「元亨甲子の九月のすえつかた、やうやう事あらはれにしかども」）→「日野資朝流罪の後に沙汰止み」という順序になる。
しかし、河内祥輔によれば、同時代人でしかも腹心とはいえ親房の記述はそのまま鵜呑みにはできないという。まず、後宇多上皇が6月25日に崩御してから、正中元年事件まで2か月あまりしかない。しかも、後醍醐と邦良の対立はたしかに後宇多崩御直後から始まってはいるものの、本格的になったのはこの事件の「後」であり、時系列を信用することができない。したがって、「元亨甲子の九月のすえつかた、やうやう事あらはれにしかども」の部分は後宇多崩御の直後に繋げるしかないが、そうすると今度は「後醍醐が幕府に敵意を持った」という記述が倒幕運動である（と親房が考える）正中元年事件の後になってしまい、親房の論理は矛盾してしまう。よって、『神皇正統記』によって、正中元年事件を倒幕計画と考えることはできないという。
親房は後醍醐が討幕を目指した理由について「皇位継承問題」説を取っている訳だが、上記に述べたように、これは正中の変討幕説とは時系列に相容れない。逆に言えば、正中の変討幕説は疑わしいので、後に後醍醐が討幕を目指した理由の一つが、親房の言う通り「皇位継承問題」である可能性は高くなってくる、と河内は主張する。
親房がなぜ正中事件討幕説を書いたのか不可解だが、河内は想像ではあるがとしつつも、後醍醐天皇が元弘の乱で討幕に成功した後に、後醍醐自身が実は正中の変も討幕運動だったというような（事実と異なる）発言を親房にしたのではないだろうか、と推測している。

### 伝「吉田定房奏上」

#### 作者は定房か否か
正中元年事件の説明として、いわゆる「吉田定房奏上」という、後醍醐天皇側近「後の三房」のひとり吉田定房が著したという説がある文書が用いられることがある。この文書の著者が奏上した相手は、「亀山院」の子孫で「仙洞」（上皇）および「武家」と対立関係にあり、「兵革」で「草創」（武力による鎌倉幕府打倒と国の維新）を志す天皇である。無論、これは後醍醐天皇しかない。著者は、この「草創」（討幕による維新）の企ては時期尚早で敗北に終わるであろうと後醍醐に警告し、時運を待つように進言した。
河内祥輔の主張では、この文書の著者は定房ではない上に、正中元年事件ではなく、元弘の乱の時に書かれたものではないかという。河内は、年月日・作者不明の上に、厳密には奏上そのものではなくその覚書であるため、「（年月日欠）某奏上覚書」という呼び方が適当ではないか、としている。
奏上の原本は、覚書作成の時点から「去年六月廿一日」に後醍醐に提出された。通説では、この「去年」とは、元応2年（1320年）・正中元年（1324年）・元徳2年（1330年）説などがある（覚書の文書そのものはそれぞれの翌年に作成されたことになる）。
しかし、河内は、この年代特定には2つの問題点があるとしている。第一に、元応2年（1320年）説と正中元年（1324年）説は、正中元年事件が討幕計画であることを前提の一つとしているため、討幕説そのものを論じる時にはその信頼性が揺らぐことになる。第二に、これらの全ての説が、作者が吉田定房であることを前提としている。
村井章介の元応2年（1320年）説と佐藤進一の正中元年（1324年）説は、第8条の「革命の今時」という文言について、それぞれ辛酉革命と甲子革令（これらの干支の年には王朝を揺るがす事件が起きるという当時の迷信（讖緯説））を充てたものである。しかし、河内は、これは考えすぎであり、ここでいう「革命」は「国家草創」という以上の意味はないであろう、としている。
作者定房説は小野壽人・松本周二・村田正志らによって提示されたのが始まりであるが、その根拠は『吉口伝』に、定房は後醍醐天皇の「陰謀」を度々諌め、直言を何度も上げた忠臣であった等々と書かれており、奏上覚書の内容と一致することや、「草創の事」といった言い回しが類似している点が挙げられる。しかし、河内は、『吉口伝』は定房が作者の「候補」である有力な論拠にはなるとしても、他にも直言を上げる家臣がいた中で、なぜ特に定房のみに限定されなければならないのか疑問を呈した。

#### 定房以外の作者候補者推定
もし著者が定房ではないとしたら、いつ誰が「（年月日欠）某奏上覚書」を作成したのかについて、河内は以下の主張を行った。
文書の第10条には、後醍醐の仮想敵として、同じ皇統の大覚寺統内で争った邦良親王は言及されず、持明院統の3代目（後伏見上皇）と4代目が挙げられている。皇位継承順で言えば4代目は花園上皇だが、花園は中継ぎの天皇なので、実際は持明院統正嫡の4代目である量仁親王（後の光厳天皇）の方を指していると考えられる。とすれば、この文書の作成時期は、（正中元年事件の「後」に）邦良が薨去して量仁が立太子された嘉暦元年（1326年）以降となる。
跋文によれば、奏上の原本は後醍醐天皇が所持しているはずだが、噂では「仙洞」（上皇、第10条と照らし合わせるなら、特に後醍醐に敵する持明院統の後伏見）が差し押えてしまったという。覚書の著者は、原本が出てくるのを望んでいるが、それがありそうもないので、旅宿の身ではあるが、必死に原本の内容を思い出してこの覚書を書いたのであるという。このような事態が発生するのは、元弘の乱で後醍醐が京都を離れた元弘元年/元徳3年（1331年）9月以降しかない。つまり、後醍醐出京後、後伏見はその文書を差し押さえた。後醍醐に仕えていた著者は幕府に捕縛され、尋問を受けた。著者は、自分が討幕反対派であり、元弘の乱には潔白であると弁明するために、幕府にこの覚書を提出したのだと考えられる。
「正中の変・吉田定房」説に代わる具体的な比定として、河内は以下の可能性、計8人の候補者を提示している。なお、定房は元弘の乱においては最初の密告者となり、幕府の尋問からは逃れているので、河内説では自動的に候補者からは外れることになる。
- 奏上原本は1330年に書かれ、奏上覚書は1331年に書かれた。この場合、「旅宿」の条件に当てはまるのは日野俊基（処刑）である[68]。
- 奏上原本は1331年に書かれ、奏上覚書は1332年に書かれた。この場合、「旅宿」の条件に当てはまるのは平成輔（処刑）・源具行（処刑）・花山院師賢（流刑）・洞院公敏（流刑）・万里小路季房（流刑）・万里小路藤房（流刑）・葉室光顕（流刑）の7人である[68]。

#### 河内説への反応
以上の河内祥輔の「（年月日欠）某奏上覚書」に対する議論について、呉座勇一は、「正しいとは断言できないが」としつつも、「非常に説得力のある見解」と述べ、少なくとも佐藤進一・村井章介による通説が大きく揺らいだことは確かであるとする。また、仮に村井説の通りに、定房が、後醍醐の討幕計画に改めて釘を刺すために、後醍醐へ宛てて覚書を書いたのだとしたら、京都で書けば良いもののわざわざ「旅宿」で書いたという意味が通らない。そのため、村井の定房作者説には疑問がある、と河内説を補強した。そして、結論として、正中元年の事件では後醍醐は冤罪であり、元弘の乱が最初にして最後の鎌倉幕府討幕運動だった可能性は高い、としている。

### 「異形の王権」論

#### 主張
元亨4年（1324年）3月7日、つまり正中の変の約半年前、後醍醐護持僧の文観は、奈良県般若寺の『木造文殊菩薩騎獅像（本堂安置）』（康俊・康成作、重要文化財）という仏像の制作に関わった。この仏像の矧目（はぎめ）墨書銘には「金輪聖主御願成就」のためとある。1960年代から、杉山二郎・守山聖真・岡見正雄らは、この像は金輪聖主（＝天皇）の野望、つまり後醍醐天皇の討幕計画の成功を祈願して制作されたのではないかと主張した。
日本史研究者の網野善彦は、『異形の王権』（1986年）で、この論をさらに一歩進め、仏像の施主である「前伊勢守藤原兼光」が、幕府の高級官僚である伊賀兼光と同一人物であろうと推測した。こうしてみると、正中の変とは在野の異分子が後醍醐に加わった、という程度の小規模の計画ではないことがわかる。それどころか、幕府の枢要にある官僚さえも後醍醐への間者として加わっていた、用意周到な計画であった、という。網野の主張によれば、文観は異形異類の輩を率いる武闘派の妖僧であり、後醍醐と武士・大衆勢力を結びつける、仏教界の黒幕にして、“「異形」の僧正”であり、兼光もまた文観を通して後醍醐に通じたのだという。

#### 反論
こうした「異形の王権」論に、2006年、仏教美術研究者の内田啓一は『文観房弘真と美術』で反論を行った。そもそも像の本文ではまず「発菩提心」と書かれており、これは西大寺流の文殊菩薩の造立目的としては自然で、これがあくまで第一であると考えられる。また、美術的作例としても、像の作風に特に変わったところはなく、妖僧であるとか、あるいは幕府調伏であるとかいったような、特殊なものとは考えにくい、という。
また、真言律宗の開祖である叡尊にも、諸願意に「聖朝安穏」を掲げたものが多い。叡尊は、後醍醐の祖父である亀山天皇からも崇敬を受けた高僧である。したがって、叡尊の弟子の弟子にあたる文観が後醍醐に起用されたのは自然な流れであり、そこに異形性を読み取ることはできない。叡尊からの流れも考えれば、「金輪聖主御願成就」とはあくまで「天皇親政」（後醍醐は既に後宇多上皇から政治を委譲されて親政を行っていた）あるいは広く一般に「王法」の繁栄と成功を、主たる目的である「発菩提心」への追記として願ったものと考えられる。そこに幕府打倒のような大きすぎる意味を読み取ることはできない、という。